# Улица Чехова (Владимир)
У́лица Че́хова — короткая, чуть более 200 м, улица в Октябрьском районе города Владимира. Расположена в исторической части города, проходит от Большой Московской улицы до Ильинской-Покатой улицы.
В настоящее время улица Чехова имеет преимущественно одно-, двухэтажную частную застройку. На ней располагаются несколько магазинов, кофейня, юридическая компания и антикварный салон.

## История
Первоначальное название — Зелёно-Ильинская — связано с названием близ расположенной церкви, служившей заметным ориентиром. Церковь Илии Пророка (Ильинская) находилась на месте современного детского сада № 30 (д. 75а по ул. Б. Московская). Построенная в XVII веке, она была снесена в 1932 году.
Постановлением президиума Владимирского горсовета от 27 февраля 1935 года переименована из Зелёно-Ильинской в улицу Чехова в честь великого русского писателя А. П. Чехова (1860—1904).
18 сентября 1991 года на 14 сессии Владимирского городского Совета народных депутатов была утверждена Программа топонимической реставрации города Владимир, в том числе список улиц, чьи исторические названия подлежат восстановлению, улица Чехова в их числе.

## Достопримечательности
- мурал на д. 1
- Мемориальная доска Черносвитову
- Мемориальная доска П. Батурину. д. 11 Ильинская-Покатая улица

## Известные жители
В доме на углу с Большой Московской улицей около 15 лет (1893—1909) жил с семьей Кирилл Кириллович Черносвитов (1866—1919) — российский политический деятель; депутат Государственной думы Российской империи всех четырёх созывов. 9 октября 2009 года на д. 2 по улице Чехова по инициативе Национального фонда «Русское либеральное наследие» и общественной организации «Суздаль-клуб» была открыта мемориальная доска в честь К. К. Черносвитова.
У выхода улицы к Ильинской-Покатой улице в д. 11 с 1891 по 1913 год жил в будущем видный российский революционер-большевик комиссар 25-й Чапаевской стрелковой дивизии Павел Батурин (1889—1919, мемориальная доска)